# Cécile Mézeray
Cécile Mézeray, peut-être née vers 1851 et morte en 1938, est une soprano française qui s'est produite en France et en Belgique au milieu du XIXe siècle.
Elle est l'une des filles du musicien Louis Charles Lazare Costard de Mézeray (1806–1887), chef d'orchestre du Grand Théâtre de Bordeaux. Ses sœurs Caroline, Henriette et Reine Mézeray étaient aussi des chanteuses professionnelles. Elle a également joué de la harpe.

## Biographie

### Jeunesse et famille
Les date et lieu de naissance de Jeanne Émilie Cécile Costard Mézeray ne sont pas connus. Elle est la fille de Louis Charles Lazare Costard Mézeray, marié depuis 1847 à Henriette Rosalie Halbedel. Elle a de nombreux frères et sœurs,.
Elle se marie en 1905 avec Henry Verdhurt, ancien directeur de la Monnaie de Bruxelles.

### Carrière

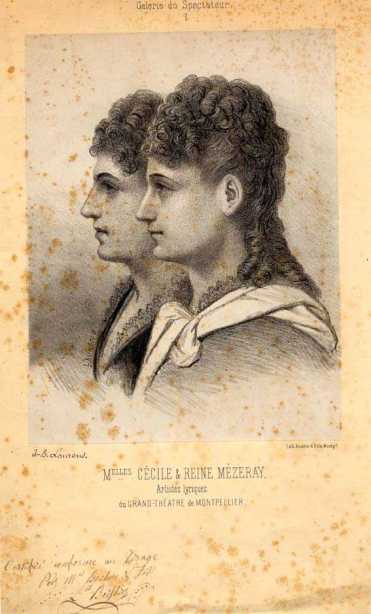
Cécile et Reine Mézeray, artistes lyriques du grand théâtre de Montpellier, 1871.

Dès 1871, Cécile Mézeray chante à Bordeaux. Elle fait ensuite une tournée en province et à l'étranger. Elle chante le rôle de Rose dans Les Dragons de Villars, Rosine du Barbier de Séville et dans Lucie de Lammermoor au grand théâtre de Montpellier en 1875 ; Elle chante avec sa sœur Reine dans l'Ombre de Flotow à Cette[Laquelle ?] .
Cécile Mézeray vient à Paris et apparaît au Théâtre-Lyrique-National dans le rôle de Rosine dans Le Barbier de Séville de Rossini en avril 1877, et plus tard dans la saison, dans le rôle de Violetta Tiepolo dans Bravo de Gaston Salvayre.
Après avoir passé la saison d'hiver précédente au Grand-Théâtre de Lyon, Cécile Mézeray fait ses débuts à l'Opéra-Comique, le 27 mai 1878, dans le rôle d'Isabelle dans Le Pré aux clercs. Bonne actrice et bonne musicienne, son salaire de l'époque est de 3 000 francs par mois. Plus tard, en 1878, elle chante Marie dans une reprise de La Fille du régiment, le rôle de Philine dans la 500e  de Mignon en 1878. Elle crée un rôle dans Dianora de Samuel Rousseau en 1879 et chante Laurette dans une reprise de Richard Cœur de Lion en décembre 1880. En 1881, elle chante Angèle dans Le Domino noir et le rôle titre dans Haydée en 1882. Ses autres rôles dans la même compagnie sont Cherubin dans Les Noces de Figaro en 1882, la Reine de la Nuit dans la Flûte enchantée en 1883, Camille dans Zampa, en 1883, dans La Dame blanche, Les Diamants de la couronne, le Caïd de Ambroise Thomas.
Elle se produit au théâtre de la Monnaie dans le rôle de Arlette dans Jean de Nivelle, au cours de la saison 1882-83 et apparaît au cours de la saison 1885-86 dans le rôle de Catherine de Médicis dans la première de Saint-Mégrin, pour lequel elle est félicitée pour son « impeccable talent ».
Le 9 novembre 1884, Marie van Zandt doit interpréter pour la première fois Rosine dans Le Barbier de Séville. Dans un état second, elle s'avère incapable de chanter et doit se retirer devant une salle comble, sous les sifflets et les huées. Elle est remplacée au pied levé par Cécile Mézeray sa doublure, opportunément présente dans la salle.
Elle a créé le personnage de Diana dans l'opéra éponyme de Émile Paladilhe, le 23 février 1885. Elle chante Rosine dans la 100e représentation du Barbier de Séville à l'Opéra-Comique, le 25 février 1887, aux côtés de Louis Delaquerrière dans le rôle d' Almaviva et de Gabriel Soulacroix (chanteur) en Figaro. Pendant la préparation du Roi malgré lui  de Chabrier, Cécile Mézeray entre en conflit avec Carvalho sur l'importance de son rôle. Une remplaçante, Cécile Merguillier, est trouvée, mais en avril 1887 elle revient aux répétitions et crée l'ouvrage d'Alexina.
Cécile Mézeray apparaît dans le rôle de Catherine Glover dans la première reprise, à Paris, de La Jolie Fille de Perth, le 3 novembre 1890 à l'Éden-Théâtre.
Mariée en 1905 avec Henry Verdhurt, elle est veuve en 1912. Vers 1922, elle est établie 16, rue de Tilsitt à Paris. Elle n'y vit plus en 1926.